# Graeme Hart
Graeme Hart (* 1955) ist ein neuseeländischer Unternehmer. Er galt entsprechend der National Business Review's 2016 Rich List im Jahr 2016 als der reichste Mann Neuseelands.

## Beschreibung
Hart bevorzugt es sich von den Medien fernzuhalten und absolviert nur wenige öffentliche Auftritte. Ähnlich wie andere Leveraged Buyout (LBO) Private-Equity-Investoren, hat Hart eine Vorliebe für den Kauf von leistungsschwachen und unterbewerteten Unternehmen mit stabilen Cash Flow, die durch starkes Cash-Management, Kostensenkung und Restrukturierung gestärkt werden können. Seit dem Kauf von Carter Holt Harvey hat er sich auf den Verpackungssektor konzentriert. Seine größte Akquisition war die Alcoa Packaging & Consumer Gruppe für 2,7 Milliarden US$ im Jahr 2008, die später in Reynolds Packaging Group umbenannt wurde. Er verwaltet seine Geschäfte nicht direkt selbst, sondern konzentriert sich vor allem auf die Finanzierung seiner Unternehmungen.
Das Forbes Magazin erklärt ihn 2016 zum 178. reichsten Menschen der Welt.

## Leben
Hart, der heute in Auckland lebt, studierte Wirtschaftswissenschaften an der University of Otago. Später gründete er das Investmentunternehmen Rank Group. Über dieses Unternehmen erwarb er das australische Nahrungsmittelunternehmen Burns Philp und den australischen Papier- und Verpackungshersteller Carter Holt Harvey. 2007 erwarb er das schweizerische Unternehmen SIG Holding. Im Jahr 2014 verkaufte er die SIG Holding an das Private-Equity-Unternehmen Onex.